# 노바루다

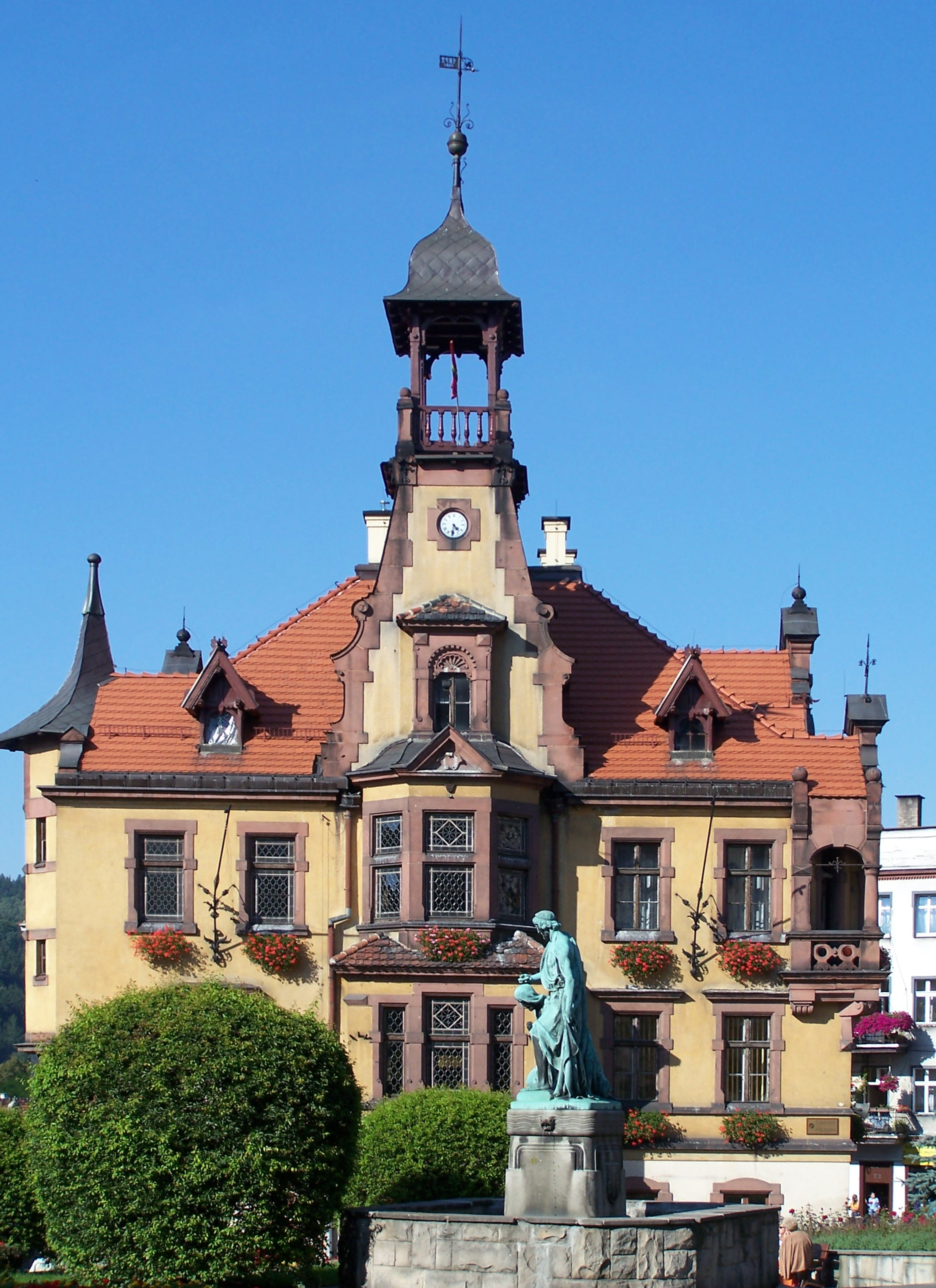
노바루다 시청

노바루다(폴란드어: Nowa Ruda, 독일어: Neurode 노이로데[*])는 폴란드 돌니실롱스크주의 도시이다. 체코 국경과 가까우며, 2007년 기준으로 인구는 25,240명이다.

시기
시 문장